# Werner Arber
Werner Arber est un microbiologiste et un généticien suisse né le 3 juin 1929 à Gränichen en Argovie. Il a obtenu en 1978 le Prix Nobel de physiologie ou médecine avec Hamilton Smith et Daniel Nathans pour la découverte des enzymes de restriction, sans toutefois créditer les travaux de Daisy Dussoix  ayant conduit à cette découverte. Leur travail a contribué au développement des technologies liées à l'ADN recombinant.

## Biographie
Werner Arber étudie la chimie et la physique à l'École polytechnique fédérale de Zurich entre 1949 et 1953. À la fin de l'année 1953, il devient assistant technicien dans le laboratoire d'Eduard Kellenberger, qui développe l'utilisation des microscopes électroniques pour l'observation de la matière vivante, à l'Université de Genève. Au bout de son contrat, il entame un doctorat dans le sujet de recherche de Grete Kellenberger, qui dans le laboratoire de son mari Eduard est concentrée sur l'étude des bactériophages, en étroite collaboration avec Jean Weigle, ancien professeur de Physique à Genève, qui est parti à l'Université Caltech de Californie en 1948. Werner Arber rédige sa thèse sur les phages lambda défaillants, et il reçoit son doctorat de l'Université de Genève en 1958.
Arber travaille dès l'été 1958 à l'université de Californie du Sud sur la génétique des phages avec Joe Bertani. Fin 1959, il accepte une offre pour revenir à Genève mais n'y retourne au début de 1960 après avoir passé plusieurs semaines dans divers laboratoires : celui de Gunther Stent à l'Université de Berkeley, celui de Joshua Lederberg à l'Université Stanford et auprès de Salvador Luria au Massachusetts Institute of Technology.
De retour à Genève, il travaille à l'Institut de Physique où il entreprend des recherches productives sur Escherichia coli. Les travaux qu'il effectue avec son élève doctorante Daisy Dussoix font l'objet de communications en 1961 et 1962 et jettent les bases de la découverte des enzymes de restriction et leur rôle sur l'ADN, qui lui vaudront son prix Nobel. En 1965, il est promu au titre de professeur extraordinaire en génétique moléculaire à l'université de Genève. En 1971, après une année passée en tant que professeur à Berkeley, il intègre l'université de Bâle. Il est l'une des premières personnes à travailler dans le Biozentrum qui venait d'être construit et qui abritait des laboratoires de biophysique, biochimie, microbiologie, biologie et pharmacologie.
Et enfin, Werner Arber est l'initiateur, en 1989, de la réunion des universités du Rhin supérieur (Bâle, Karlsruhe, Fribourg et Strasbourg) avec pour objectif la création d'une école d'ingénieur en biotechnologie trinationale, l'École supérieure de biotechnologie de Strasbourg (ESBS).
Il est membre de l'Académie pontificale des sciences, dont il est nommé président en janvier 2011.